# (10792) Ecuador
(10792) Ecuador ist ein Asteroid des äußeren Hauptgürtels, der am 2. Februar 1992 von dem belgischen Astronomen Eric Walter Elst am La-Silla-Observatorium der Europäischen Südsternwarte in Chile (IAU-Code 809) entdeckt wurde. Eine unbestätigte Sichtung des Asteroiden hatte es schon am 8. November 1990 mit der vorläufigen Bezeichnung 1990 VU am australischen Siding-Spring-Observatorium in der Nähe von Coonabarabran, New South Wales gegeben.
Der Asteroid gehört zur Eos-Familie, einer Gruppe von Asteroiden, welche typischerweise große Halbachsen von 2,95 bis 3,1 AE aufweisen, nach innen begrenzt von der Kirkwoodlücke der 7:3-Resonanz mit Jupiter, sowie Bahnneigungen zwischen 8° und 12°. Die Gruppe ist nach dem Asteroiden (221) Eos benannt. Es wird vermutet, dass die Familie vor mehr als einer Milliarde Jahren durch eine Kollision entstanden ist. Nach der SMASS-Klassifikation (Small Main-Belt Asteroid Spectroscopic Survey) wurde bei einer spektroskopischen Untersuchung von Gianluca Masi, Sergio Foglia und Richard P. Binzel bei (10792) Ecuador von einer dunklen Oberfläche ausgegangen, es könnte sich also, wenn man grob nach übergeordneten Asteroidenklassen unterteilt, um einen C-Asteroiden handeln.
(10792) Ecuador wurde am 9. Mai 2001 nach dem südamerikanischen Land Ecuador benannt.